# 幻影工作室
幻影工作室（英语：Mirage Studios）是美国一间成立于1983年的独立的漫画公司经由凯文·伊斯特曼和彼得·莱尔德，总部在马萨诸塞州的北安普敦，最著名的作品是《忍者神龟》（Teenage Mutant Ninja Turtles）系列漫画书。